# San Benedetto al Gazometro

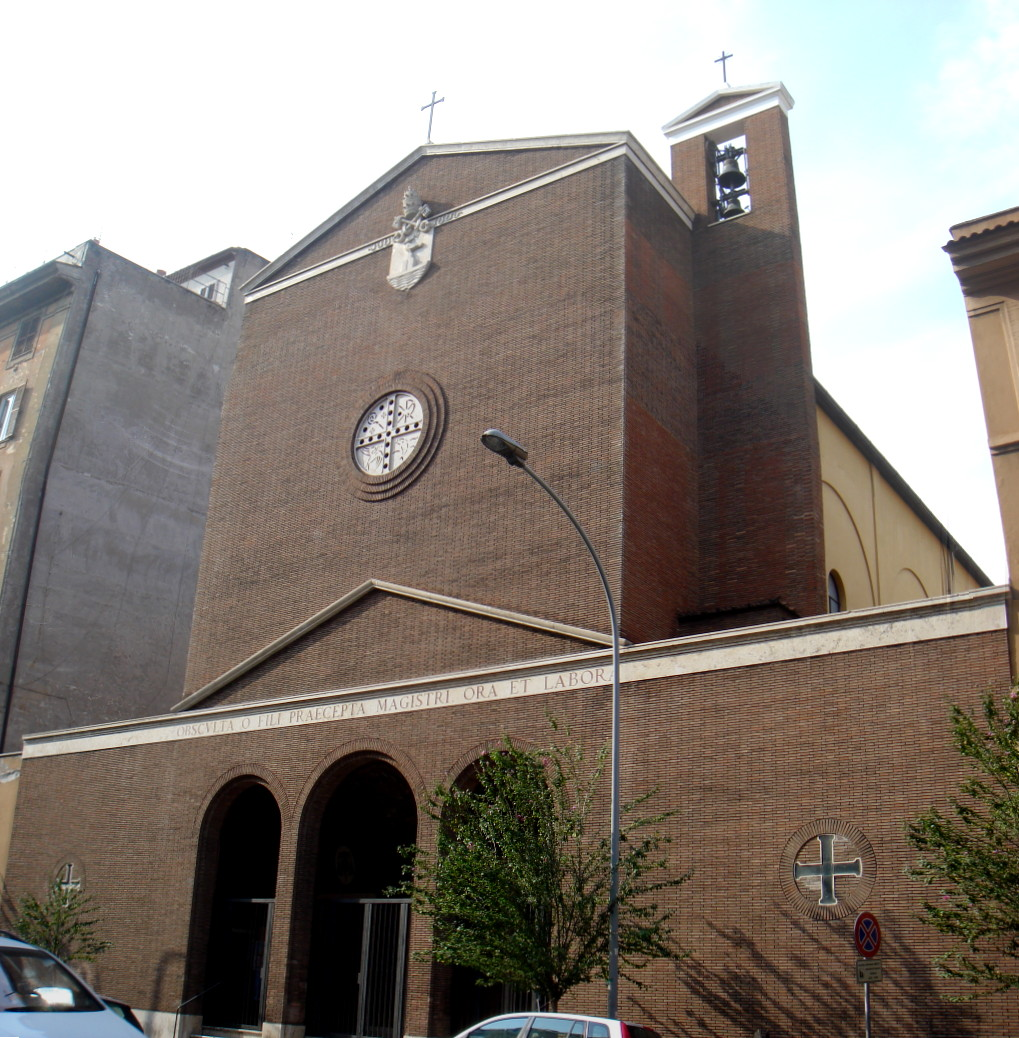
Vista da fachada.

San Benedetto, conhecida também como San Benedetto al Gazometro, é uma igreja de Roma localizada na Via de Gazometro, 23, no quartiere Ostiense. É dedicada a São Bento. O cardeal-diácono protetor do título cardinalício de São Bento fora da Porta de São Paulo é Achille Silvestrini, prefeito-emérito da Congregação para as Igrejas Orientais.

## História
No final do século XIX, o território da paróquia de San Paolo fuori le Mura começava na Porta San Paolo. A prquena igreja de San Salvatore de Porta existia para o minúsculo subúrbio que existia fora da porta originalmente, mas ela havia sido demolida em meados do século e a nova classe trabalhadora utilizava uma espécie de capela temporária na Via Caboto, um pouco mais ao sul da presente igreja. Ela foi demolida em 1915 e substituída por um barraco no ano seguinte pelo pároco de San Paolo. Aparentemente esta estrutura precária foi desconsagrada e é hoje o pequeno edifício em formato de igreja que hoje sobrevive na Via del Commercio, 10, ao sul da igreja, conhecida como  Cappella della Società Romana Gas.

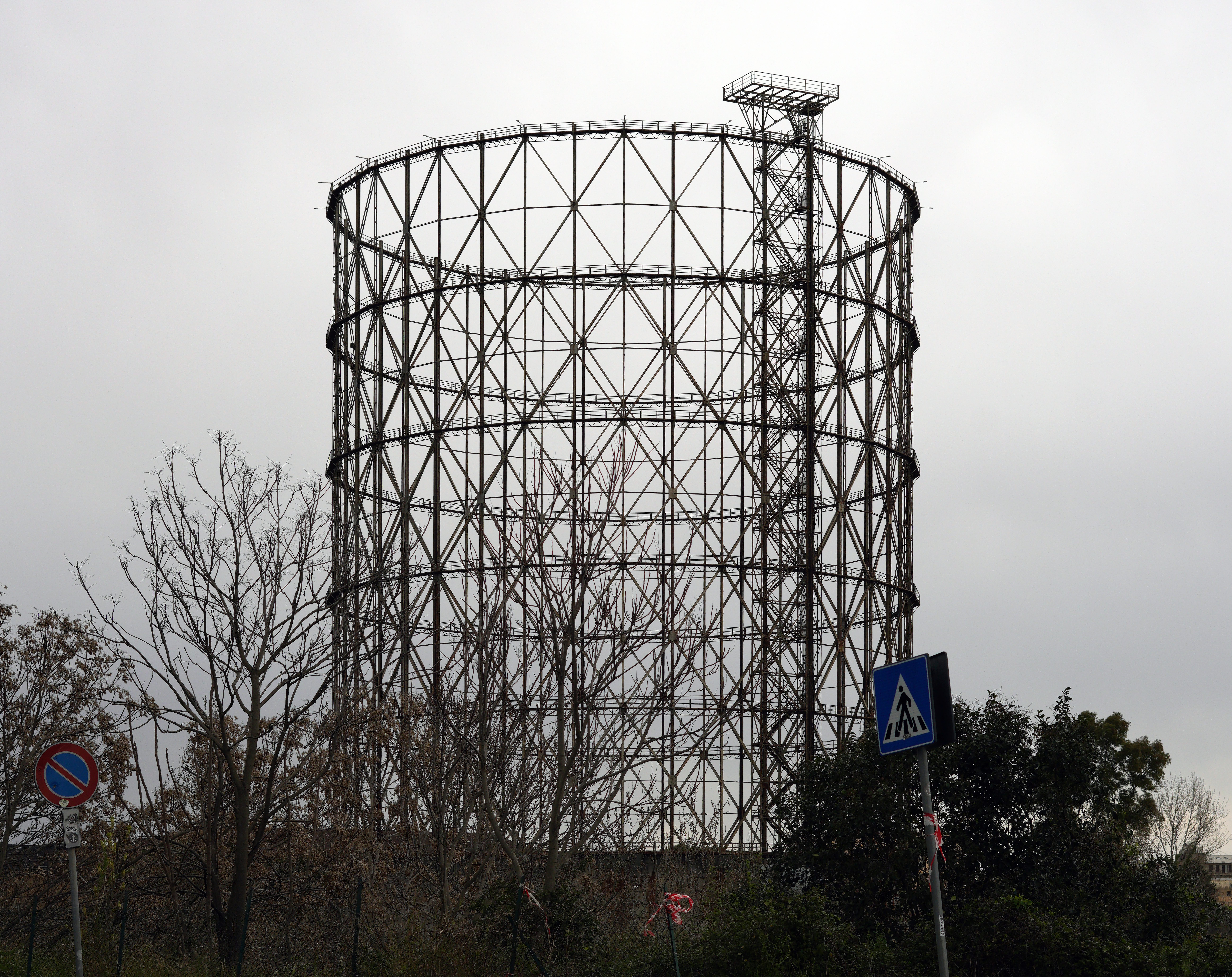
O famoso Gazometro di Roma e antiga Cappella della Società Romana Gas na Via del Commercio, hoje desconsagrada.

O papa São Pio X, nesse ínterim, doou um terreno ao norte da capela para a construção da igreja permanente em 1912, mas as obras não começaram antes de sua morte. Seu sucessor, papa Bento XV, se interessou pelo projeto e, em 1914, solicitou que a igreja fosse dedicada ao seu próprio santo padroeiro, São Bento, o que também fazia sentido por conta da antiquíssima Abadia de San Paolo fuori le Mura, dirigida por séculos pelos beneditinos. As obras começaram com base num projeto de Clemente Busiri Vici, mas foram interrompidas em 1922 por causa da morte do papa.
Depois de uma pausa, uma nova paróquia foi oficialmente criada pelo papa Pio XI em 1926 e ficou ao encargo da Companhia de São Paulo, mas a igreja só foi finalizada em 1936. O território da paróquia foi recortado da paróquia de San Paolo. Um bombardeio em 1944 provocou um dano sério na igreja. A reforma começou em 1949 e a igreja foi reconsagrada em 1953. Em 28 de junho de 1988, São João Paulo II a elevou a sede do título de São Bento fora da Porta de São Paulo.
As obras no gasômetro foram abandonadas no final do século XX e a região passou a ser considerada insalubre, o que resultou no abandono da região até 2015. A partir daí, um projeto foi lançado para construir uma nova vizinhança de classe alta, o que certamente mudou a característica do fiéis da paróquia. Nesse ínterim, a paróquia de San Paolo foi suprimida e parte de seu território foi assumido pela paróquia de San Benedetto, uma consequência da crise provocada pela apostasia do abade Giovanni Franzoni, da abadia de San Paolo, e da virtual desintegração da comunidade.

## Descrição

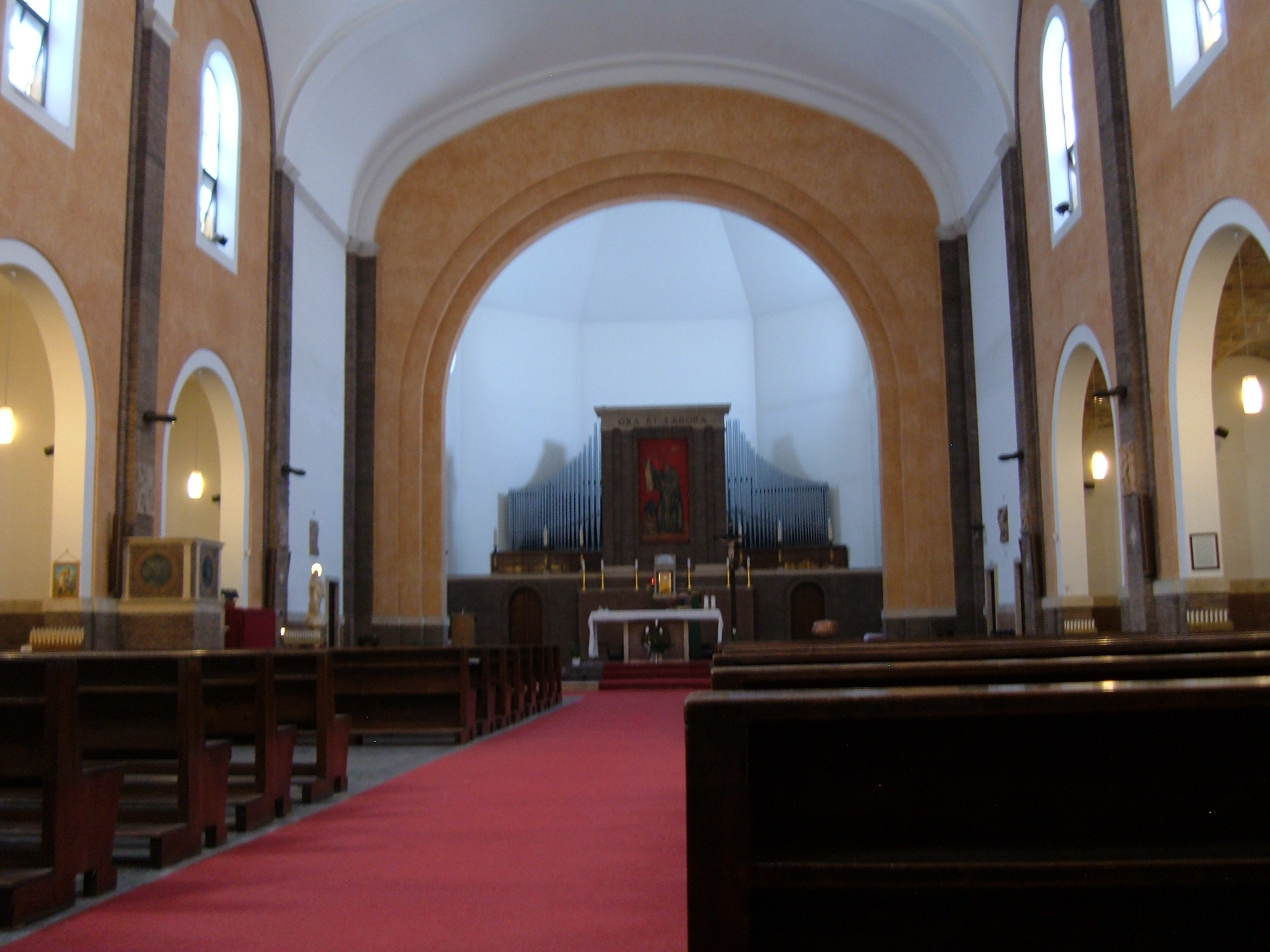
Vista do interior.

No exterior, o edifício se apresenta em dois andares de tijolos aparentes. O inferior conta com a presença de um átrio marco por dois pilares e pela inscrição latina "Obsculta o fili praecepta magistri: ora et labora" ("Escuta, ó filho, o preceito do mestre: ora e trabalha"). No andar superior está uma janela oval, na qual está inserida uma cruz e alguns símbolos tradicionais cristãos, como o peixe, o cristograma, a pomba e o pastor. No alto da fachada está o brasão do papa Pio XII. No átrio está afixada uma placa que recorda a elevação da igreja ao status de diaconia em 1988.
O interior conta com uma nave única, com uma outra menor do lado direito separada da central por pilares, e quatro capelas do lado esquerdo. A primeira, do lado da entrada, é dedicada ao Sagrado Coração de Jesus, segue a mesma orientação da igreja: na parede do fundo está um mosaico de Armando Baldinelli representando o Sagrado Coração. As duas capelas seguintes conservam obras de artistas do século XX: uma "Virgem com o Menino", de Silvio Consadori (1951), e "São José com Jesus Adolescente", de Luigi Filocamo (1953). O altar-mor é dominado por uma composição marmórea que repete o motto beneditino "Ora et labora" com uma tela de Ferruccio Ferrazzi representando "São Bento". Uma estátua do santo está também na pequena na nave da direita.
Na capela dedicada à "Virgem Maria" estão afixadas duas lápides: na da esquerda se relembra a visita de São João Paulo II e, na da direita, se comemora o cardeal Andrea Carlo Ferrari no dia de sua beatificação, em 10 de maio de 1987.